# Sbaat
 (décembre 2009).
Si vous disposez d'ouvrages ou d'articles de référence ou si vous connaissez des sites web de qualité traitant du thème abordé ici, merci de compléter l'article en donnant les références utiles à sa vérifiabilité et en les liant à la section « Notes et références ».
Sbaat (سباعات en arabe), est une agglomération importante au sud de la commune de Rouïba, dans la wilaya d'Alger. Elle est située au bord de l'autoroute nationale N05, à l'est d'Alger, à proximité de l'aéroport d'Alger - Houari Boumediene.